# Ferdinand Schubert (Komponist)

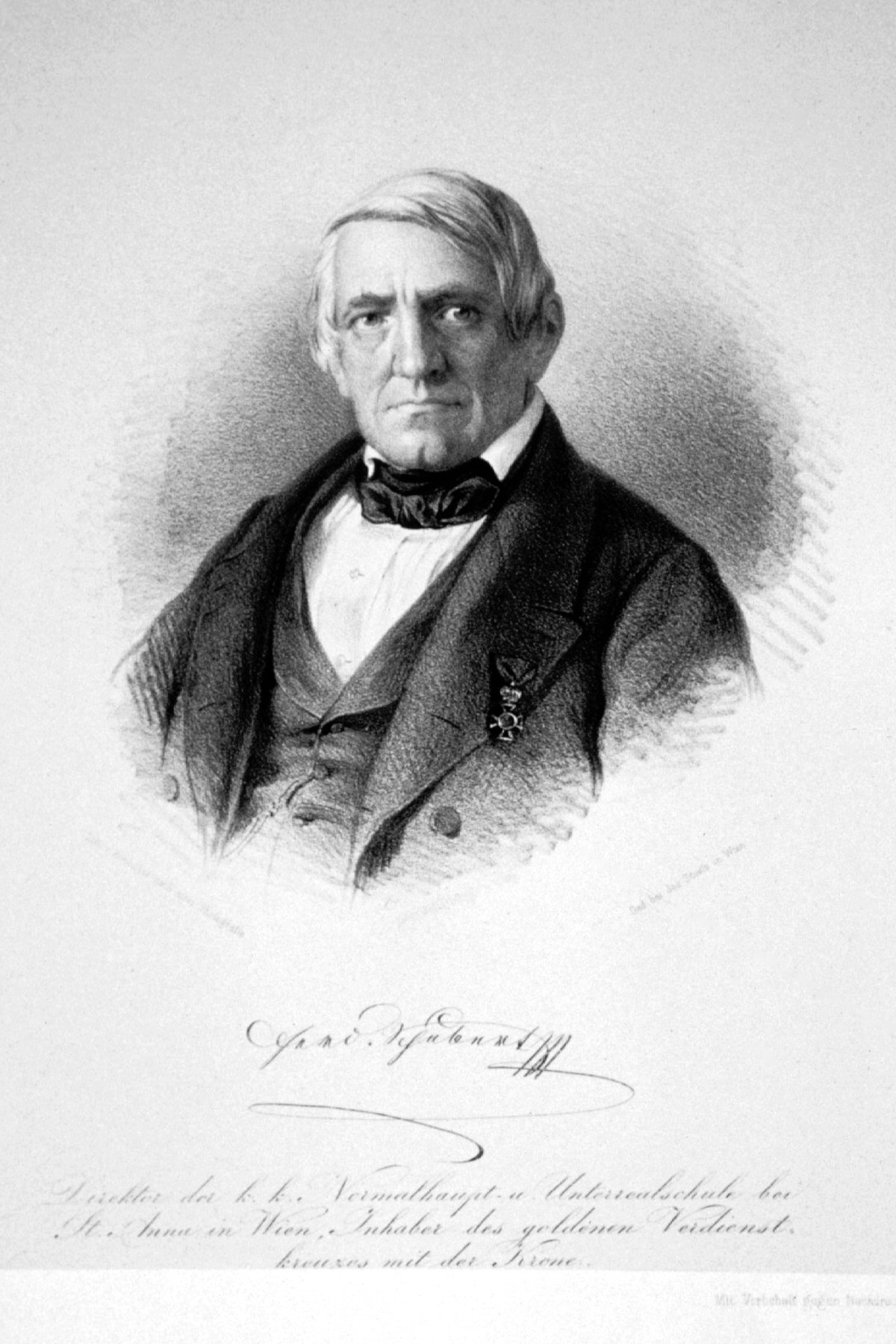
Ferdinand Schubert, Lithographie von Josef Kriehuber um 1850

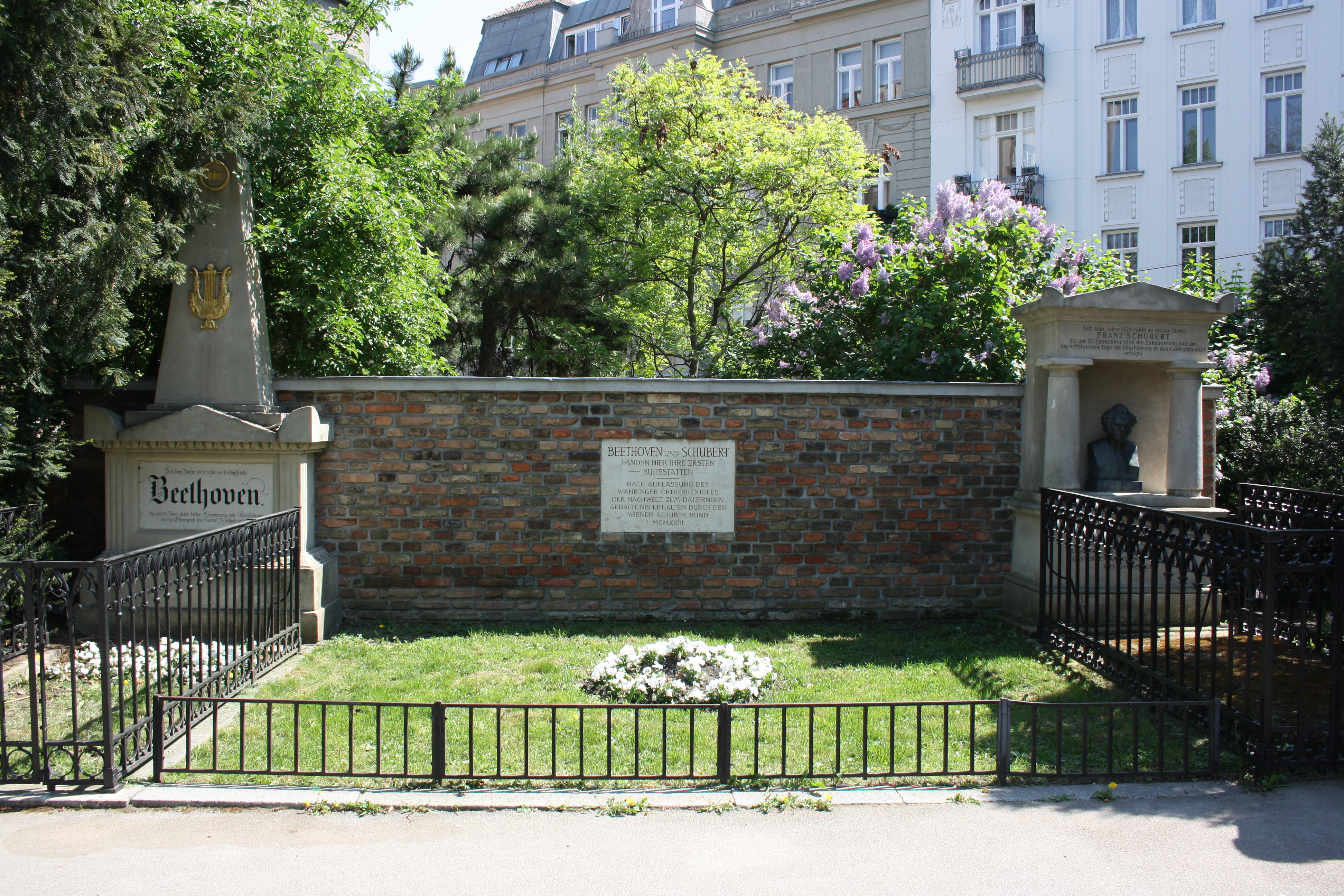
Der von Ferdinand Schubert entworfene ursprüngliche Grabstein Beethovens und der von Franz Schubert im Währinger Schubertpark

Ferdinand Lukas Schubert (* 18. Oktober 1794 auf dem Himmelpfortgrund in Wien; † 26. Februar 1859 in Wien) war ein österreichischer Komponist und Bruder von Franz Schubert. Er entwarf auch den ursprünglichen Grabstein von Ludwig van Beethoven im heutigen Währinger Schubertpark.

## Leben
Ferdinand Schubert war ein österreichischer Lehrer, Organist und Komponist, der weniger durch seine eigenen Kompositionen als durch seine Bedeutung bei der Überlieferung des Gesamtwerkes seines jüngeren Bruders Franz Schubert bekannt geworden ist. Schuberts Vater Franz Theodor (* 1763 in Neudorf in Nordmähren, heute Vysoká; † 9. Juli 1830) war Lehrer und Schulleiter. Seine Mutter Elisabeth Vietz (* 1756 in Zuckmantel, Österreichisch-Schlesien, heute Zlaté Hory; † 28. Mai 1812) war vor der Hochzeit Köchin in einer Wiener Familie.
Seine musikalische Ausbildung in Klavier und Violine erhielt er zunächst durch seinen Vater Franz Theodor Schubert und seinen älteren Bruder Ignaz, später durch Michael Holzer und schließlich durch den öffentlichen Lehrer der Harmonie von St. Anna, Joseph Drechsler. In seiner Autobiographischen Skizze schreibt er seine übrige musikalische Bildung „dem Umgang mit seinem Bruder Franz“ zu.
Ab 1810 arbeitete Schubert als Organist an der Lichtentaler Pfarrkirche, noch parallel zu seiner Tätigkeit als Hilfslehrer in einem Waisenhaus in Wien, die er im selben Jahr antrat. Vier Jahre später (1816) wurde er dort als richtiger Lehrer angestellt. 1816 heiratete er Anna Schüler. Im selben Jahr führt er zum ersten Mal die von Franz Schubert komponierte Deutsche Trauermesse (Deutsches Requiem D 621) als sein eigenes Werk auf.
1820 wurde Ferdinand Schubert Lehrer und Regens chori in Alt-Lerchenfeld, erhielt jedoch zwei Jahre später (1824) eine Berufung zum Lehrer an der Normal-Hauptschule bei St. Anna, wo er auch 1829 erster Repräsentant des Musikvereins St. Anna wurde. Nachdem seine erste Frau verstorben war, heiratete Schubert 1832 Therese Spazierer. Aus seinen beiden Ehen stammten insgesamt 29 Kinder, von denen jedoch nur 12 überlebten. Seine Ernennung zum Mitglied des Comités der Gesellschaft-Concerte folgte 1834, und nur vier Jahre später (1838) erhielt er eine Honorar-Professur für Orgelspiel am Konservatorium. Da er in Fachkreisen für seine herausragende Tätigkeit als Schulrat bewundert wurde, erhielt er 1851 die Stelle des Direktors an der Normal-Hauptschule bei St. Anna.
Ferdinand Lukas Schubert verwahrte einen beträchtlichen Teil des Nachlasses seines Bruders Franz und fertigte zudem Abschriften von dessen Werken an. Mit Ausnahme der für unverkäuflich gehaltenen Opern, Messen und Sinfonien bot er 1828 Diabelli zahlreiche Manuskripte seines Bruders an, wovon die Lieder als „nachgelassene musikalische Dichtungen“ zwischen 1830 und 1850 erschienen. Zudem verfasste er zahlreiche pädagogische Schriften sowie eine Anzahl geistlicher Kompositionen und kleinere Stücke für den Schulgebrauch, verwendete allerdings mitunter auch Werke seines Bruders (z. B. Hirtenmesse op. 13, das Kyrie D 45) oder ließ sie sogar unter seinem eigenen Namen drucken wie die Deutsche Trauermesse op. 2 und das von ihm orchestrierte Salve Regina op. 12. Insgesamt schuf er über 90 musikalische Werke.
Obwohl Schubert sich zeit seines Lebens sehr bemühte, lebte seine Familie in schlechten wirtschaftlichen Verhältnissen, so dass nach seinem Ableben „Aufrufe zur Unterstützung seiner Hinterbliebenen“ erschienen.
Ferdinand Schubert wurde in einem eigenen Grab im Währinger allgemeinen Friedhof beerdigt. Am 26. Oktober 1882 wurden seine Überreste in ein Grab im Wiener Zentralfriedhof überführt. Dieses Grab ist heute verschollen.

## Musikalische Werke (Auswahl)
- Regina Coeli, op. 1
- Trauermesse (mit Orgelbegleitung), op. 2
- Prälatenmesse in F
- Filiae Regum
- Requiem, op. 9
- Messe F-Dur (1830), op. 10
- Salve Regina, op. 12
- Hirtenmesse, op. 13

## Pädagogische Schriften (Auswahl)
- Der kleine, fleißige Kopfrechner. Ein Geschenk für Kinder, welche das Rechnen nicht zu vergessen […] wünschen. Wien, gedruckt bey Georg Überreuter, 1829. (Faks.-Ausg. Wien 1976, Nachwort von Hansjörg Krug)
- Der kleine Geograph. Wien 1833.
- Kleiner Feldmesser, oder erster Unterricht in der Geometrie. 2. Aufl. Wien 1836.
- Kurzgefaßte Darstellung des österr. Kaiserstaates. Zum Gebrauche für die Jugend. 5., verb. Aufl. des „kleinen Oesterreichers“. Wien 1853.